# Franco Masini
Franco Masini (Vicente López, provincia de Buenos Aires, Argentina; 22 de mayo de 1994) es un actor y cantante argentino.

## Biografía
Se formó en teatro en la Academia Timbre 4, también tomó clases con Mariano Calligaris (2008/11) y en ETBA (Escuela de Teatro de Buenos Aires) con Raúl Serrano (2011/12). También recibió clases de guitarra, saxofón y coro.
Masini inició su carrera a los 12 años cuando debutó en teatro en la obra Ricardo III (2006) realizada por el director de teatro de su escuela. A los 13 años, fue convocado para filmar el trailer de la serie La maga y el camino dorado de Nickelodeon. De esta manera, esa misma compañía fichó a Masini para formar parte del elenco de la serie Peter Punk (2011-2013) de Disney XD, interpretando a Iván, el mánager de la banda Rock Bones. En paralelo a la serie, realizó la gira nacional e internacional de la banda de la serie.
Su siguiente papel fue en la serie Señales (2013-2014) de la TV Pública, en la cual asumió el papel de Franco. En 2014, Masini debutó en cine con la película policial Betibú dirigida por Miguel Cohan, donde personificó la versión adolescente del personaje Pedro Chazarreta. Ese mismo año, también formó parte de la serie El legado emitida por Canal 9.
En 2015, Masini creó el proyecto musical Té para tres, un dúo con su hermana Milagros Masini. Poco después, desempeñó el papel de Pedro Correa en Esperanza mía, telenovela protagonizada por Lali Espósito y Mariano Martínez, con la cual adquirió mayor visibilidad y popularidad. Luego, apareció en un episodio de la serie antológica El mal menor de la TV Pública. Ese mismo año, Masini apareció en la película dramática El Clan (2015) dirigida por Pablo Trapero como Guillermo Puccio, uno de los hijos de Arquímedes Puccio interpretado por Guillermo Francella.
Posteriormente, asumió el papel de Bautista en la película Inseparables (2016) de Marcos Carnevale y fue el conductor de los Kids Choice Awards Argentina junto a Victorio D'Alessandro, cuya ceremonia se llevó a cabo en octubre de 2016. Al año siguiente, Masini protagonizó junto a Germán Tripel el regreso del musical Y un día Nico se fue (2017) escrito por Osvaldo Bazán, con música de Ale Sergi y dirigido por Ricky Pashkus. En televisión, trabajó en la telenovela dramática policial Amar después de amar de Telefe, interpretando a Nicolás Alvarado. Luego, actuó en la telenovela histórica Cuéntame cómo pasó a Toni Martínez, hijo de Antonio (Nicolás Cabré) y Mercedes (Malena Solda).
En 2018, protagonizó la película Sólo el amor junto a Yamila Saud, Facundo Gambandé, Victorio D’Alessandro, Gerardo Romano y Andrea Frigerio. 
En 2019 forma parte de la tira Campanas en la noche junto a Federico Amador, Calu Rivero y Esteban Lamothe. Interpreta a Juani, hijo del político Pablo Ballesteros (Diego Gentile) es un abogado que lucha contra la corrupción. En teatro protagoniza La Naranja Mecánica, basada en la película de 1971 junto a Tomás Kirzner, Enrique Dumont, Lionel Arostegui y Tomás Wicz.
En 2020 Masini, junto a sus colegas argentinos Gabriel Corrado, Lucila Gandolfo y Eliseo Barrionuevo, se suma a la serie británica Riviera, protagonizada por Julia Stiles, Lena Olin y Adrian Laster.
En 2022 tuvo un papel coprotagónico en la serie de Netflix, Rebelde, donde interpretó a Luka Colucci, y en 2023 protagonizó otra serie de Netflix, Todas las veces que nos enamoramos, donde personificó a Julio Mera.

## Filmografía

### Cine
| Año  | Título               | Papel            | Notas         |
| ---- | -------------------- | ---------------- | ------------- |
| 2014 | Betibú               | Pedro Chazarreta |               |
| 2015 | El Clan              | Guillermo Puccio |               |
| 2015 | Lusers               | Sobrino          |               |
| 2016 | Inseparables         | Bautista         |               |
| 2017 | Jóvenes sin libertad | Nacho            | Cortometraje  |
| 2018 | Solo el amor         | Noah Langdon     |               |
| 2023 | Straight             | Cris             |               |
| 2025 | El retorno           | Abel Armento     | Posproducción |

### Televisión
| Año       | Título                             | Papel                    | Notas                            |
| --------- | ---------------------------------- | ------------------------ | -------------------------------- |
| 2011-2013 | Peter Punk                         | Iván Gómez               |                                  |
| 2012      | Violetta                           | Iván Gómez               | Episodio: «Un beso, una canción» |
| 2013-2014 | Señales                            | Franco                   |                                  |
| 2014      | El legado                          | Francisco                |                                  |
| 2015      | El mal menor                       | Nicolás (adolescente)    | Episodio: «Viviana-Celina»       |
| 2015-2016 | Esperanza mía                      | Pedro Correa             |                                  |
| 2017      | Amar después de amar               | Nicolás Alvarado         |                                  |
| 2017      | Cuéntame cómo pasó                 | Antonio Martínez Pérez   |                                  |
| 2019      | Campanas en la noche               | Juan Ignacio Ballesteros |                                  |
| 2020      | Riviera                            | César Alsina Suárez      |                                  |
| 2022      | Rebelde                            | Luka Colucci             |                                  |
| 2023      | Todas las veces que nos enamoramos | Julio Mera               |                                  |
| TBA       | Amor animal                        | Nicolás                  |                                  |

## Teatro
| Año  | Título                    | Papel              | Lugar                    |
| ---- | ------------------------- | ------------------ | ------------------------ |
| 2006 | Ricardo III               | Ricardo            | Escuela                  |
| 2012 | Peter Punk                | Iván               | Teatro Gran Rex          |
| 2015 | Esperanza mía, el musical | Pedro Correa       | Teatro Ópera / Luna Park |
| 2017 | Y un día Nico se fue      | Nicolás            | Galpón de Guevara        |
| 2017 | Marco Polo                | Marco Polo         | Teatro Maipo             |
| 2018 | Casi normales             | Henry              | Teatro Astral            |
| 2018 | Chupetín arcoíris         | Noah               | Microteatro              |
| 2019 | La naranja mecánica       | Alex DeLarge       | El Método Kairós         |
| 2019 | El mago de Oz             | Hombre de hojalata | Teatro Coliseo           |
| 2021 | Esto no está pasando      |                    | Teatro San Martín        |
| 2022 | Regreso en Patagonia      | Príncipe           | Teatro Metropolitan      |
| 2023 | Las cosas maravillosas    | Narrador           | Multiteatro              |

## Discografía
EP
- 2020: Náufrago

Sencillos
- 2019: «Algo de mí»
- 2019: «Dejar de extrañarte»
- 2020: «Náufrago»

## Premios y nominaciones
| Premio                                    | Año  | Categoría                               | Trabajo nominado      | Resultado   | Ref.   |
| ----------------------------------------- | ---- | --------------------------------------- | --------------------- | ----------- | ------ |
| Fans Choice Awards                        | 2022 | Revelación                              | Franco Masini         | Ganador     | [ 12 ] |
| FWTV Fans Awards                          | 2015 | Cantate otra                            | Franco Masini         | Nominado    | [ 13 ] |
| FWTV Fans Awards                          | 2015 | Bombón                                  | Franco Masini         | Nominado    | [ 13 ] |
| FWTV Fans Awards                          | 2018 | Crack de redes                          | Franco Masini         | Nominado    | [ 14 ] |
| FWTV Fans Awards                          | 2018 | Cara de terror                          | Franco Masini         | Nominado    | [ 14 ] |
| Nickelodeon Kids' Choice Awards           | 2020 | Influencer latino                       | Franco Masini         | Nominado    | [ 15 ] |
| Nickelodeon Kids' Choice Awards Argentina | 2015 | Bombón                                  | Franco Masini         | Nominado    | [ 16 ] |
| Nickelodeon Kids' Choice Awards Argentina | 2016 | Chico trendy                            | Franco Masini         | Prenominado | [ 17 ] |
| Nickelodeon Kids' Choice Awards Argentina | 2017 | Chico trendy                            | Franco Masini         | Nominado    | [ 18 ] |
| Nickelodeon Kids' Choice Awards México    | 2023 | Actor favorito                          | Rebelde               | Prenominado | [ 19 ] |
| Premios Carlos Gardel                     | 2020 | Mejor artista nuevo                     | «Dejar de extrañarte» | Nominado    | [ 20 ] |
| Premios Los Más Clikeados                 | 2017 | Famosos con más popularidad en internet | Franco Masini         | Ganador     | [ 21 ] |
| Premios Martín Fierro de la Moda          | 2023 | Actor con mejor estilo                  | Franco Masini         | Nominado    | [ 22 ] |
| Premios Martín Fierro Digital             | 2019 | Mejor actividad en redes                | Franco Masini         | Nominado    | [ 23 ] |
| Premios MTV Miaw                          | 2017 | Instagrammer argentino del año          | Franco Masini         | Nominado    | [ 24 ] |
| Premios MTV Miaw                          | 2022 | Styler del año                          | Franco Masini         | Nominado    | [ 25 ] |